# KFC Nederename
KFC Nederename was een Belgisch voetbalclub uit Nederename. De club was aangesloten bij de Koninklijke Belgische Voetbalbond met stamnummer 4753 en had groen en zwart als kleuren.
In 2016 werd de club opgeheven.

## Geschiedenis
De club werd opgericht in januari 1947 en sloot in september van datzelfde jaar aan bij de KBVB. 
De club nam vanaf 1950 deel aan de officiële competitie met het eerste elftal.
In 1952 werd men derde in Derde Gewestelijke C en Nederename mocht bij de daaropvolgende hervorming van de reeksen naar Tweede Provinciale.
Men degradeerde meteen, maar werd in 1954 kampioen in Derde Provinciale C met een nieuwe promotie naar Tweede Provinciale tot gevolg.
Dat bleek nog steeds te hoog gegrepen en de club moest terug naar Derde Provinciale.
Het verblijf in Derde Provinciale duurde nu tot 1963, toen men een derde keer naar Tweede Provinciale mocht.
Ditmaal kon men vijf seizoenen standhouden, in 1968 kon de degradatie echter niet ontlopen worden.
In 1971 kon men opnieuw naar Tweede Provinciale waar men tot 1984 zou spelen.
In 1989 kon men een vijfde keer promotie naar Tweede Provinciale afdwingen en de mooiste periode in de clubgeschiedenis brak aan. 
In 1995 werd men kampioen in Tweede Provinciale A en voor het eerst in de clubgeschiedenis mocht men naar de hoogste provinciale reeks.
Daar hield men stand tot 1997, in 1995-1996 werd met een negende plaats in Eerste Provinciale het beste eindklassement ooit bereikt.
In 2002 kon men terugkeren naar Eerste Provinciale en opnieuw duurde het verblijf in de hoogste provinciale reeks twee seizoenen.
De vette jaren waren nu wel voorbij en in 2011 belandde Nederename voor het eerst sinds 1989 in Derde Provinciale.
In 2013 kon men nog een laatste keer naar Tweede Provinciale promoveren, maar men werd allerlaatste en moest terug naar Derde Provinciale.
Daar bleef de club bovenin meedraaien en in het laatste seizoen in de clubgeschiedenis behaalde men nog de titel in Derde Provinciale, maar door dalende toeschouwersaantallen, een chronisch gebrek aan vrijwilligers en problemen in de jeugdwerking besloot men de club op te doeken.

## Bekende (ex-)spelers
- Dirk Geeraerd